# Кивелюк Семен Васильович

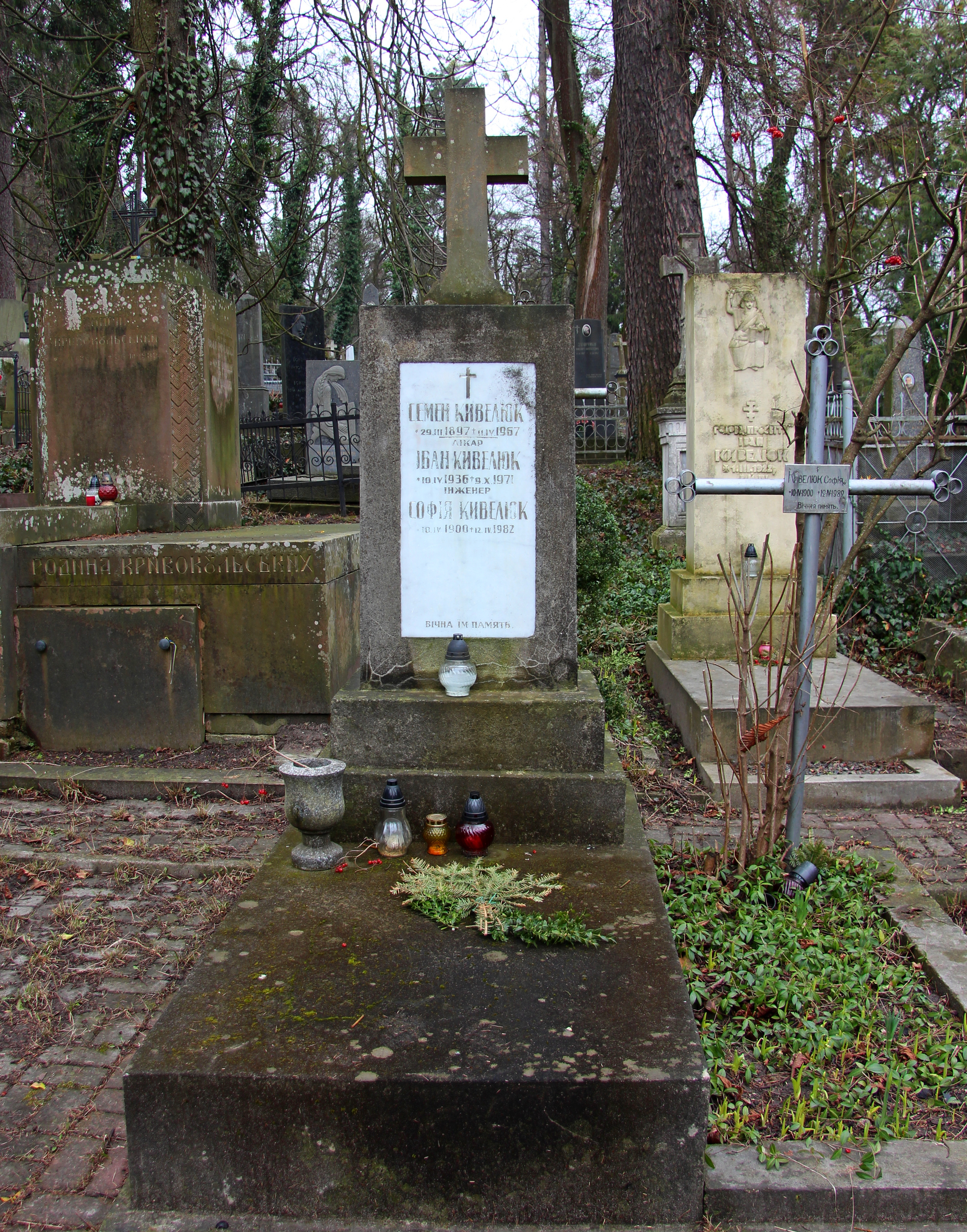

Семе́н Васильович Кивелюк (1897, Скалат — 11 квітня 1967, Львів) — лікар, громадський діяч. Член Українського Лікарського Товариства (1934).

## Життєпис
Навчався в Тернопільській гімназії. Від листопада 1918 року — стрілець УГА, учасник боїв за Львів. Після переходу за річку Збруч, визволяв Київ, захворів на тиф і потрапив у полон. У 1921 році повернувся до Львова.
В 1924—1928 роках студіював медицину в м. Відень. До 1932 року — лікар у клініках Львова, 1932—1934 роки — у міській лікарні м. Кременець. Товаришував із Василем Кархутом і Юрієм Липою. Від 1934 року — лікар у м. Городок на Львівщині, голова осередків товариств «Просвіта» і «Відродження». Автор публікацій у періодичних виданнях.
Наприкінці 1944 року Кивелюка заарештували органи НКДБ за співпрацю з УПА. Засуджений на 10 років ВТТ, працював на лісорозробках поблизу міст Тайшет і Братськ (нині Іркутська область Російської Федерації). Від 1953 року — лікар табірної лікарні. Після звільнення 1954 року — лікар у смт Красне на Львівщині.
Похований на полі № 5 Личаківського цвинтаря.